# Alexander von Rabenau
Alexander von Rabenau (* 6. Oktober 1845 in Vetschau; † 27. September 1923 ebenda) war ein Heimatforscher.
Rabenau wurde als Sohn eines Landwirts und Kaufmanns in der Cottbuser Straße 19 in Vetschau geboren. Später selbst als Landwirt tätig, wurde er jedoch als Heimatforscher bekannt. Die von Rabenaus stammten aus Sachsen.
Gemeinsam mit dem Arzt Rudolf Virchow beteiligte er sich an Ausgrabungen an prähistorischen Fundstätten. Sein besonderes Engagement galt der Sammlung von Volkssagen. Auf vielen Wanderungen trug er insgesamt circa 60, meist sorbische, Sagen und Märchen zusammen. Die Sammlung wurde 1889 veröffentlicht. Seine Sammlungen vermachte er dem Märkischen Museum in Berlin. Während des Zweiten Weltkriegs gingen sie hier jedoch 1945 verloren.
Der gläubige Katholik Rabenau engagierte sich auch in religiösen Angelegenheiten. Er hielt Laiengottesdienste und veranlasste maßgeblich den 1897 erfolgten Bau der katholischen Heilige-Familie-Kirche für seine Vetschauer Gemeinde.
| Personendaten    | Personendaten                                     |
| ---------------- | ------------------------------------------------- |
| NAME             | Rabenau, Alexander von                            |
| KURZBESCHREIBUNG | deutscher Heimatforscher                          |
| GEBURTSDATUM     | 6. Oktober 1845                                   |
| GEBURTSORT       | Vetschau, Provinz Brandenburg, Königreich Preußen |
| STERBEDATUM      | 27. September 1923                                |
| STERBEORT        | Vetschau, Freistaat Preußen, Weimarer Republik    |